# 2006年アジア競技大会野球日本代表
2006年アジア競技大会野球日本代表（2006ねんあじあきょうぎたいかいやきゅうにほんだいひょう）は、2006年11月末から12月にかけてカタール・ドーハで行われた第15回アジア競技大会に出場するために編成された野球日本代表チームである。

## 概要
プロ野球はシーズンオフに入っているため参加が可能ではあったが、12月及び1月は参稼期間（契約期間）に含まれていないため、大会期間が12月に及ぶこの大会ではプロの参加は見送られ、社会人17人、大学生5人の計22人でチームが編成された。第2戦では、全員プロ選手で構成された韓国に、長野久義が呉昇桓からサヨナラ3ランを打ち勝利し、この敗戦は全員アマ選手の日本代表に負けたということで、韓国で衝撃的なニュースとして伝えられた。第5戦では、姜建銘、郭泓志など海外で活躍するプロ選手も代表入りしていたチャイニーズタイペイ戦で敗れ、4勝1敗の2位に終わり銀メダルを獲得した。

## 代表メンバー

### 監督・コーチ
（かっこ内は所属；年齢。いずれも選出当時）
- 監督：垣野多鶴（三菱ふそう川崎監督；55）
- コーチ：坂口雅久（立教大学監督；55）
- コーチ：高見泰範（東芝監督；42）
- コーチ：小島啓民（三菱重工長崎元監督；42）

### 選手
No.は背番号。所属や年齢は選出当時。
| 位置   | No. | 氏名       | 所属            | 年齢 |
| ------ | --- | ---------- | --------------- | ---- |
| 投手   | 11  | 服部泰卓   | トヨタ自動車    | 24   |
| 投手   | 13  | 宮西尚生   | 関西学院大学    | 20   |
| 投手   | 14  | 石畝卓也   | 日産自動車      | 27   |
| 投手   | 17  | 佐伯尚治   | 西濃運輸        | 23   |
| 投手   | 18  | 高崎健太郎 | 日産自動車      | 20   |
| 投手   | 19  | 磯村秀人   | 東芝            | 28   |
| 投手   | 20  | 小松聖     | JR九州          | 25   |
| 投手   | 21  | 長谷部康平 | 愛知工業大学    | 21   |
| 捕手   | 22  | 田中大輔   | 東洋大学        | 22   |
| 捕手   | 24  | 鈴木健司   | 日本通運        | 26   |
| 捕手   | 27  | 中野滋樹   | JR九州          | 26   |
| 内野手 | 1   | 福田康一   | トヨタ自動車    | 24   |
| 内野手 | 2   | 鈴木勘弥   | 三菱重工長崎    | 31   |
| 内野手 | 5   | 四之宮洋介 | 日産自動車      | 29   |
| 内野手 | 6   | 西郷泰之   | 三菱ふそう川崎  | 33   |
| 内野手 | 9   | 横山憲一   | 三菱重工神戸    | 25   |
| 内野手 | 10  | 小山豪     | 日産自動車      | 32   |
| 内野手 | 25  | 植山幸亮   | 三菱ふそう川崎  | 25   |
| 外野手 | 3   | 長野久義   | 日本大学        | 22   |
| 外野手 | 7   | 池邉啓二   | 新日本石油ENEOS | 23   |
| 外野手 | 8   | 野本圭     | 駒澤大学        | 22   |
| 外野手 | 29  | 吉浦貴志   | 日産自動車      | 27   |

## 競技結果
（会場はすべてアル・ラヤン球場）
- 第1戦（11月29日）　日本 17-2 フィリピン　（5回コールド）
- 第2戦（12月2日）　日本 10x-7 韓国
- 第3戦（12月3日）　日本 16-0 中国　（5回コールド）

継投によるノーヒットノーランを達成。
- 第4戦（12月4日）　日本 6-0 タイ
- 第5戦（12月7日）　日本 7-8x チャイニーズタイペイ